# Сюрюн, Аржаана Александровна
Аржаа́на Алекса́ндровна Сюрю́н (род. 27 августа 1982, Кызыл, Тувинская АССР, РСФСР, СССР) — российская лингвистка, специалист по тувинскому и тофаларскому языкам, руководитель Научного центра по сохранению, возрождению и документации языков России Института языкознания РАН, сотрудник отдела языков народов России Института лингвистических исследований РАН.

## Биография
Поступила в очную аспирантуру ИЛИ РАН в 2005 году. В 2008 году устроилась стажёром-исследователем в отдел языков народов России, с 2010 года работала в нём же младшим научным сотрудником, с 2011 года — научным сотрудником. В 2011 году защитила кандидатскую диссертацию на тему «Приименные и приглагольные атрибуты в тувинском языке (к проблеме членов предложения и частей речи)» под руководством Александра Павловича Володина.
С 2007 по 2018 год выступила организатором или участником 12 научных экспедиций в места компактного проживания носителей тувинского, тофаларского и башкирского языков.
В 2017—2018 году возглавляла масштабный проект по документации и ревитализации вымирающего тофаларского языка, поддержанный Школы восточных и африканских исследований Лондонского университета. Ведёт работу над аудиословарём этого языка, где каждое слово будет озвучено одним из последних его носителей.
С 2021 года работает в Научном центре по сохранению, возрождению и документации языков России Института языкознания РАН, в настоящее время возглавляет Центр.